# Mount Lorette
Mount Lorette (französisch Mont Notre-Dame de Lorette) ist ein 2200 m hoher und eisfreier Berg im ostantarktischen Königin-Maud-Land. Er ragt unmittelbar westlich des Mount Loodts in den Belgica Mountains auf.
Teilnehmer der Belgischen Antarktis-Expedition 1957/58 unter Gaston de Gerlache de Gomery (1919–2006) entdeckten ihn. De Gerlache de Gomery benannte ihn nach der Notre-Dame de Lorette (französisch für Unsere Liebe Frau von Lorette), Schutzheilige der Flieger.